# Selika Lazevski
Selika Lazevski est une écuyère noire dans le Paris de la Belle Époque. En 1891, elle fait l'objet d'une série de six portraits photographiques réalisés dans l'atelier de Paul Nadar à Paris.

## Biographie
On sait peu de choses sur sa vie, mais on pense qu'elle a été une écuyère qui présentait des airs de haute école au Nouveau Cirque (1886-1926) de la rue Saint-Honoré. Selika n'était peut-être pas son vrai prénom et il est possible qu'elle ait pris son nom de famille Lazevski de l'artiste de cirque et cavalier de haute école polonais Valli de Laszewski et de sa femme française, Laura, qui ont travaillé au Nouveau Cirque pendant cette période.
En 1891, Selika Lazevski fait l'objet d'une série de six portraits réalisés dans l'atelier photo de Paul Nadar (fils du plus connu Félix Nadar) à Paris.

## Postérité
En 2016, il a été annoncé qu'un court métrage, Les aventures de Selika, inspiré de la vie de Lazevski était en cours de réalisation,. Le film est sorti est 2017, l'actrice Karidja Touré (déjà connue pour le film Bande de filles), y tient le rôle principal,.